# Hornera antarctica
Hornera antarctica är en mossdjursart som beskrevs av Campbell Easter Waters 1904. Hornera antarctica ingår i släktet Hornera och familjen Horneridae. Inga underarter finns listade i Catalogue of Life.